# Bilal Çiloğlu
Bilal Çiloğlu (ur. 16 czerwca 1998) – turecki judoka. Olimpijczyk z Tokio 2020, gdzie zajął dziewiąte miejsce wadze lekkiej.
Brązowy medalista mistrzostw świata w 2021; siódmy w 2019. Startował w Pucharze Świata w 2016 i 2019 roku. Wicemistrz igrzysk śródziemnomorskich w 2018. Trzeci na mistrzostwach Europy w 2018; piąty w 2021, a także trzeci w drużynie w 2021 roku.

## Letnie Igrzyska Olimpijskie 2020
| Konkurencja | Eliminacje                | Eliminacje         | Klas. końcowa |
| Konkurencja | Przeciwnik I              | Przeciwnik II      | Miejsce       |
| ----------- | ------------------------- | ------------------ | ------------- |
| 73 kg       | Younis Eyal Slman (JOR) Z | Shōhei Ōno (JPN) P | 9.            |